# Серони (Авелино)
Серони је насеље у Италији у округу Авелино, региону Кампанија.
Према процени из 2011. у насељу је живело 8 становника. Насеље се налази на надморској висини од 207 м.